# Orgulje
Orgulje (njemački orgel iz starovisokonjemačkog orgela, organa za latinski organa, množina od organum za izv. grčki organon, ὄργανον, tj. „glazbalo”) su jedno od najsloženijih glazbala s tipkama, a svrstavamo ih i u puhačka glazbala. Imaju, ovisno o veličini, od jedne do čak pet ili šest klavijatura po kojima se svira rukama (manuali) i klavijaturu na kojoj se svira nogama (pedal). Broj manuala ovisi o veličini orgulja, odnosno o broju registara, tj. svirala, a mogu ih imati od jednog do sedam. Orgulje nisu stalno orkestralno glazbalo, nego se najčešće primjenjuju kao solistički instrument, posebice tijekom bogoslužja. Nalaze se gotovo i u svim ozbiljnijim koncertnim dvoranama, kako starijim tako i onima nastalim posljednjih desetljeća.

## Odlike
Zvuk se na orguljama proizvodi tako da se pritiskom tipke na klavijaturi dovodi zrak iz mijeha u svirale, koje su različite građe i veličine. Zrak ubačen crpećim mijehom isprva je stiješnjen u spremniku, potom se tzv. manubrijem pušta u drvenu škrinju (zračnice) i s pomoću ventila odlazi u tzv. kancelu pojedinoga sustava svirala (registra). Svirale su onaj dio orgulja u kojima titra stupac zgusnutog zraka i time proizvodi zvukove različitih boja i visina. Registar je niz svirala iste boje i jačine zvuka. Glavni registri orgulja jesu principali 8-stopni, dok se orgulje udešavaju prema registru oktava 4 koji spada u registar principal, samo zvuči za oktavu više. Temeljni zvuk orguljama također daju poklopljenice bordoni (gedackti). Postoje u orguljama registri tamnih, tiših tonova, oni prodornijeg, reskijeg i glasnijeg zvuka koji oponašaju razne glazbene instrumente. Primjenom svirala orgulje mogu oponašati sve boje orkestralnih glazbala i ljudskih glasova, zato se simbolički nazivaju kraljicom instrumenata.
Pročelje (prospekt) orgulja prednjica je drvenog ormara u kojem su smještene svirale, zračnice i mijeh, a često su ga, osobito u razdoblju baroka, ukrašavali kipari i slikari. Poseban su ukras pročelja simetrično postavljene svirale glavnoga registra.
Izgradnja orgulja i glazba su usko povezani jer je svaki instrument izrađen posebno za određen arhitektonski prostor u kojem će se svirati. Visoko specijalizirano znanje i vještine vezane uz ovu praksu razvili su obrtnici, skladatelji i glazbenici koji su radili zajedno kroz povijest, osobito u Njemačkoj. Zato je proizvodnju i glazbu orgulja UNESCO prepoznao kao nematerijalnu svjetsku baštinu Njemačke i 2017. godine upisana je na popis nematerijalne svjetske baštine u Europi.

## Povijest
Najstarije poznate su starokineske usne orgulje koje su poznavale sve stare kulture istoka, a hidraulične ili vodene bile su raširene u antičkoj Grčkoj (izumio ih je oko 254. pr. Kr. grčki inženjer Ktesibije Aleksandrijski). U starome Rimu spominju se jednostavnije građene pneumatske orgulje, a posredovanjem Bizanta, orgulje se u 8. st., za vladavine Karolinga, uvode u kršćanske crkve (često u obliku prijenosnih orgulja, portativa). Proširile su se Europom u 13. i 14. st., kada se orguljama opskrbljuju i glavne crkve u Hrvatskoj. Njihovo zlatno doba svakako je razdoblje 17. – 18. st., kad su građene iznimno složene mehaničke barokne orgulje. U 19. st. se pak stoljeću uvodi pneumatska i električna traktura, što posljeduje orkestralnijim zvukom, ali i ubrzanim stradanjem starijih povijesnih orgulja koje se zamjenjuju novima, pretežito mehaničkim, poglavito na prijelazu iz 19. u 20. stoljeće.
Od 19. st. orgulje se grade i u necrkvenim prostorima (kao što je koncertna dvorana, kazalište, škola i dr.), a u 20. st. grade se, osim novih, stilske i konstrukcijske replike gotičkih, renesansnih i baroknih obilježja.

## Orgulje u Hrvatskoj
U Hrvatskoj je tijekom Republičke evidencije orgulja koju je od 1972. do 1975. godine provodio akademik Ladislav Šaban zabilježeno oko 800 orgulja i orguljskih pozitiva. Među njima velik je broj povijesno i spomenički vrijednih starih glazbala, od 16./17. do 20. stoljeća. Tek je manji broj njih u dobrom stanju i redovitoj upotrebi, a veći dio je zapušten i izložen propadanju. Četrdesetak orgulja uništeno je ili ukradeno na okupiranim teritorijima tijekom Domovinskog rata. Najstarije orgulje u Hrvatskoj datiraju iz 1640. i nalaze se u crkvi Svetog Duha u Šibeniku. U kontinentalnom dijelu Hrvatske najstarije se orgulje nalaze u pavlinskom samostanu u Lepoglavi koje su izgrađene 1649. godine, a prema natpisu priskrbio ih je obnovitelj baroknog samostana Pavao Ivanović.
Orgulje u Hrvatskoj izgradili su većim dijelom strani orguljari iz nama susjednih zemalja, poput Italije, Austrije, Mađarske, Slovenije itd., no i u nas su tijekom minulih stoljeća djelovale mnoge domaće radionice. Dubrovnik, Karlovac, Zagreb, Osijek, Križevci, Požega, samo su neka od mjesta u kojima su djelovale radionice domaćih graditelja orgulja. U Hrvatskoj je najpoznatiji graditelj orgulja bio Petar Nakić, koji je djelovao sred. 18. st., utemeljivši tzv. „novomletačku školu” i izgradivši oko 500 glazbala (od toga petnaestak u Dalmaciji). Od ostalih poznatih graditelja orgulja koji su živjeli ili djelovali u Hrvatskoj ističu se graditelji orgulja iz obitelji Fabing (Andrija, Lorenz, Ferdo) i Fischer (Caspar i Ivan Fischer).
Jedne od najljepših i najvećih orgulja u Hrvatskoj postavljene su na koru đakovačke katedrale od 1936. god. 
Radi popularizacije hrvatskih povijesnih orgulja i orguljske glazbe održavaju se u nas nekoliko orguljskih festivala: Organum Histriae (Dani orgulja u Istri), Ars organi sisciae, Orguljaška ljetna škola u Šibeniku, ciklus koncerata Orgulje Heferer i neki manji.

## Vanjske poveznice
- O orguljama đakovačke katedrale više u: Damjanović, Dragan, Prve i druge orgulje današnje đakovačke katedrale, "Arti musices", br. 38/2, Zagreb, 2007., str. 233 – 258.
- Povijesne orgulje u Valpovu  Arhivirana inačica izvorne stranice od 18. kolovoza 2007. (Wayback Machine)
- Portal o orguljama  Arhivirana inačica izvorne stranice od 20. prosinca 2021. (Wayback Machine)